# Thomas Randolph (Chamberlain)
Sir Thomas Randolph (auch Thomas fitz Randolph; † nach 1296) war ein schottischer Adliger und Minister.
Thomas Randolph war ein Sohn von Thomas, son of Ranulf, Lord of Stichill. Er wird als Sir bezeichnet, so dass er vermutlich zum Ritter geschlagen worden war. Nach dem Tod seines Vaters 1262 erbte er die Baronie Stichill in Roxburghshire.  Während der Herrschaft von König Alexander III. diente er zwischen 1266 und 1278 zusammen mit Reginald Cheyne als Chamberlain of Scotland. Nach anderen Angaben diente er von etwa 1269 bis 1277 als Chamberlain. Zuvor war er von etwa 1264 bis 1266 Sheriff von Berwick und dann ab 1266 Sheriff von Roxburgh. Aufgrund seiner Ämter bezeugte er häufig Urkunden des Königs. Nach 1290 war er einer der Testamentsvollstrecker von Dervorguilla de Balliol. Nach dem Tod der Thronerbin Margarete von Norwegen 1290 schwor er wie die meisten schottischen Adligen 1291 dem englischen König Eduard I. die Treue, der im Auftrag der schottischen Guardians den nächsten rechtmäßigen schottischen König bestimmen sollte. Während des Great Cause, der Versammlung, die über die Rechtmäßigkeit der Ansprüche der Anwärter auf den schottischen Thron bestimmen sollte, unterstützte er die Ansprüche von John Balliol. John Balliol war der Sohn von Dervorguilla de Balliol und wurde schließlich 1292 zum neuen König bestimmt. Als es zwischen dem englischen und dem schottischen König 1295 zu schweren diplomatischen Spannungen kam, appellierte Randolph 1295 zusammen mit Bischof William Fraser, dem Earl of Buchan und mit Patrick Graham an König Eduard I., dass dieser sein 1291 gegebenes Versprechen einhalten sollte, nach der er die Rechte von Schottland wahren wollte. Er starb vermutlich kurz nach 1296, in den Kämpfen des Kriegs gegen England wird er nicht erwähnt.
Thomas Randolph hatte eine namentlich nicht bekannte Tochter von Marjorie, Countess of Carrick und ihrem ersten Ehemann Adam of Kilconquhar geheiratet. Er hatte mindestens einen Sohn, der sein Erbe wurde:
- Thomas Randolph, 1. Earl of Moray († 1332)